# Grand Prix Formule 1 van Monaco 2007
De Grand Prix Formule 1 van Monaco 2007 werd gehouden op 27 mei 2007 op het Circuit de Monaco in Monte Carlo.

## Uitslag
| Positie | Nummer | Rijder               | Team                 | Ronden | Tijd/Opgave     | Startplaats | Punten |
| ------- | ------ | -------------------- | -------------------- | ------ | --------------- | ----------- | ------ |
| 1       | 1      | Fernando Alonso      | McLaren - Mercedes   | 78     | 1:40:29.329     | 1           | 10     |
| 2       | 2      | Lewis Hamilton       | McLaren - Mercedes   | 78     | +4.095          | 2           | 8      |
| 3       | 5      | Felipe Massa         | Scuderia Ferrari     | 78     | +1:09.114       | 3           | 6      |
| 4       | 3      | Giancarlo Fisichella | Renault              | 77     | +1 Ronde        | 4           | 5      |
| 5       | 10     | Robert Kubica        | BMW Sauber           | 77     | +1 Ronde        | 8           | 4      |
| 6       | 9      | Nick Heidfeld        | BMW Sauber           | 77     | +1 Ronde        | 7           | 3      |
| 7       | 17     | Alexander Wurz       | Williams - Toyota    | 77     | +1 Ronde        | 11          | 2      |
| 8       | 6      | Kimi Räikkönen       | Scuderia Ferrari     | 77     | +1 Ronde        | 16          | 1      |
| 9       | 19     | Scott Speed          | Toro Rosso - Ferrari | 77     | +1 Ronde        | 18          |        |
| 10      | 8      | Rubens Barrichello   | Honda                | 77     | +1 Ronde        | 9           |        |
| 11      | 7      | Jenson Button        | Honda                | 77     | +1 Ronde        | 10          |        |
| 12      | 16     | Nico Rosberg         | Williams - Toyota    | 77     | +1 Ronde        | 5           |        |
| 13      | 4      | Heikki Kovalainen    | Renault              | 76     | Motor           | 15          |        |
| 14      | 14     | David Coulthard      | Red Bull - Renault   | 76     | +2 Rondes       | 13          |        |
| 15      | 12     | Jarno Trulli         | Toyota               | 76     | +2 Rondes       | 14          |        |
| 16      | 11     | Ralf Schumacher      | Toyota               | 76     | +2 Rondes       | 20          |        |
| 17      | 22     | Takuma Sato          | Super Aguri - Honda  | 76     | +2 Rondes       | 21          |        |
| 18      | 23     | Anthony Davidson     | Super Aguri - Honda  | 76     | +2 Rondes       | 17          |        |
| 19      | 21     | Christijan Albers    | Spyker - Ferrari     | 70     | Aandrijfas      | 22          |        |
| Ret     | 20     | Adrian Sutil         | Spyker - Ferrari     | 53     | Ongeluk         | 19          |        |
| Ret     | 15     | Mark Webber          | Red Bull - Renault   | 17     | Versnellingsbak | 6           |        |
| Ret     | 18     | Vitantonio Liuzzi    | Toro Rosso - Ferrari | 2      | Ongeluk         | 12          |        |

## Wetenswaardigheden
- Rondeleiders: Fernando Alonso 73 (1-25; 29-50; 53-78) en Lewis Hamilton 5 (26-28; 51-52).
- David Coulthard had zich geplaatst voor Q3, maar mocht niet starten omdat hij Heikki Kovalainen blokkeerde. Hierdoor mocht Jenson Button deelnemen in Q3.

## Standen na de Grand Prix

### Coureurs
| Positie | Nummer | Rijder          | Team             | Punten |
| ------- | ------ | --------------- | ---------------- | ------ |
| 1       | 1      | Fernando Alonso | McLaren          | 38     |
| 2       | 2      | Lewis Hamilton  | McLaren          | 38     |
| 3       | 5      | Felipe Massa    | Scuderia Ferrari | 33     |
| 4       | 6      | Kimi Räikkönen  | Scuderia Ferrari | 23     |
| 5       | 9      | Nick Heidfeld   | BMW Sauber       | 18     |

### Constructeurs
| Positie | Nummers | Team             | Rijders                                | Punten |
| ------- | ------- | ---------------- | -------------------------------------- | ------ |
| 1       | 1 2     | McLaren          | Fernando Alonso Lewis Hamilton         | 76     |
| 2       | 5 6     | Scuderia Ferrari | Kimi Räikkönen Felipe Massa            | 56     |
| 3       | 9 10    | BMW Sauber       | Nick Heidfeld Robert Kubica            | 30     |
| 4       | 3 4     | Renault          | Giancarlo Fisichella Heikki Kovalainen | 16     |
| 5       | 16 17   | Williams         | Nico Rosberg Alexander Wurz            | 7      |

## Statistieken
| Snelste ronde | Fernando Alonso | McLaren - Mercedes | 1:15.284 |

## Noot
- Dit was de tiende snelste ronde voor een Spaanse coureur.
- Vijfde podiumplaats voor Lewis Hamilton en de tiende podiumplaats voor Felipe Massa. Het was tevens de vijfhonderdste podiumplaats voor een Britse coureur.

1929 · 1930 · 1931 · 1932 · 1933 · 1934 · 1935 · 1936 · 1937 · 1948 · 1950 · 1955 · 1956 · 1957 · 1958 · 1959 · 1960 · 1961 · 1962 · 1963 · 1964 · 1965 · 1966 · 1967 · 1968 · 1969 · 1970 · 1971 · 1972 · 1973 · 1974 · 1975 · 1976 · 1977 · 1978 · 1979 · 1980 · 1981 · 1982 · 1983 · 1984 · 1985 · 1986 · 1987 · 1988 · 1989 · 1990 · 1991 · 1992 · 1993 · 1994 · 1995 · 1996 · 1997 · 1998 · 1999 · 2000 · 2001 · 2002 · 2003 · 2004 · 2005 · 2006 · 2007 · 2008 · 2009 · 2010 · 2011 · 2012 · 2013 · 2014 · 2015 · 2016 · 2017 · 2018 · 2019 · 2020 · 2021 · 2022 · 2023 · 2024 · 2025